# Стадник, Александр Михайлович
Александр Михайлович Ста́дник (15 [28] августа 1916, Печенеги, Харьковская губерния — 1999) — советский художник. Лауреат Сталинской премии (1949).

## Биография
Окончил ХГХИ (живописная мастерская С. М. Прохорова).
В 1941 году добровольцем ушёл на фронт. Участвовал в штурме рейхстага.
С 1946 года в СВХ имени М. Б. Грекова. Создал также ряд портретов современников, пейзажей Подмосковья. Картины мастера приобретены также зарубежными галереями (США, Германия, Италия).

## Награды и премии
- Сталинская премия второй степени (1949) — за участие в создании диорамы «Форсиование Днепра войсками Советской Армии» (1948)[1]
- орден Отечественной войны II степени (21.2.1987)[2]